# Joakim Berg
Herbert Joakim Berg (Eskilstuna, 16 marzo 1970) è un cantante svedese.

## Carriera
È il frontman del gruppo musicale alternative rock Kent, che ha cofondato nel 1995.
Nella band è principalmente vocalist, chitarrista, paroliere e compositore.
Ha scritto canzoni anche per Lisa Miskovsky, Titiyo, Petra Marklund e Freddie Wadling.
Ha fatto parte di un progetto musicale chiamato Paus insieme a Peter Svensson (The Cardigans).